# Leonardo Litwinczuk Alves

Leonardo Litwinczuk Alves dit Leozão est un joueur brésilien de volley-ball né le 2 février 1984 à Umuarama (Paraná). Il mesure 2,05 m et joue attaquant. Il totalise 2 sélections en équipe du Brésil.

## Clubs
| Club                          | Pays   | De        | À         |
| ----------------------------- | ------ | --------- | --------- |
| ADC São Bernardo              | Brésil | 2003-2004 | 2004-2005 |
| Bento Vôlei                   | Brésil | 2005-2006 | 2005-2006 |
| UCS/Colombo Caxias do Sul     | Brésil | 2006-2007 | 2006-2007 |
| Materdomini Castellana Grotte | Italie | Avr 2007  | Mai 2007  |
| Unisul São José               | Brésil | 2007-2008 | 2007-2008 |
| AS Cannes                     | France | Oct 2008  | Jan 2009  |
| Sesi São Paulo                | Brésil | 2009-2010 | …         |

## Palmarès
- Championnat du Brésil (1)
  - Vainqueur : 2005